# Rsnapshot
Rsnapshot – prosty, linuksowy system kopii bezpieczeństwa danych oparty na rsync. Dobrze sprawdza się na pojedynczym komputerze np. do robienia regularnych kopii konfiguracji. Dla sieci lepiej nadaje się działający podobnie BackupPC.
Podstawową zaletą jest prostota, a wadą brak kompresji.
Program napisany w Perlu, rozprowadzany na licencji GNU GPL.